# Принчева џамија
Принчева Џамија (тур: Şehzade Camii) је џамија изграђена од 1543. дo 1548. године за време владавине Сулејмана Величанственог у спомен на његовог сина Мехмеда. То је било прво велико дело највећег османског архитекте Мимара Синана. Џамија је оштећена 2016. године током напада у којем разбијени прозори .

## Историја
Изградњу овог комплекса наредио је султан Сулејман Величанствени као успомену на свог омиљеног сина принца Мехмеда, који је умро 1543. године при повратку у Инстанбул након победничког војног похода у Мађарској. Преминуо је у својој 21. години живота од малих богиња. Мехмед је био најстарији син једине Сулејманове законите супруге Хурем. Мехмед је био тај који је требао да наследи султанат након свог оца.

## Архитектура
Унутра је богато украшена раскошном керамиком из Изника, а поред принчевог саркофага у средини налазе се тела његових ћерки Хумусах Султан и његовог брата Џхангира. Иза овог турбета налази се турбе великог везира Рустем-паше Хрвата, зета Сулејмана, а поред њега турбе Ибрахим-паше, зета Мурата III. Џамија има улазно двориште са колонадом стубова приближно величине саме џамије. Двориште уоквирује трем са пет купола са обе стране, чији су стубови грађени од наизменичних тамбура од белог и ружичастог мермера. У средишту дворишта налази се засвођена чесма (шедрван) коју је касније поклонио султан Мурат IV. Сама џамија има квадратни тлоцрт са централном куполом ослоњеном на четири полукуполе на четири масивна стуба. Његов пречник је 19 x 19 метара, а висок је 37 метара. Овде је Синан прво применио технику постављања галеријске колонаде целом дужином фасаде како би сакрио носаче споља. Унутра је џамија следила симетрични план, али њено проширење припратом испод четири хемисфере није било најуспешније јер је почивало на четири масивна стуба који су скраћивали простор за молитву, а Синан то више никада није поновио.